# Hyperonymie
Ne doit pas être confondu avec Holonymie.
L’hyperonymie est la relation sémantique hiérarchique d'une unité lexicale à une autre selon laquelle l'extension du premier terme, plus général, englobe l'extension du second, plus spécifique. Le premier terme est dit hyperonyme de l'autre, ou superordonné par rapport à l'autre. C'est le contraire de l'hyponymie.
Un hyperonyme est une catégorie générale regroupant des sous-catégories. Les pédagogues emploient la périphrase « mots-étiquettes ».
Dans l'exemple : « Parmi les coiffures, nous pouvons distinguer les chapeaux et les couronnes », « coiffure » est un hyperonyme de « chapeau » et de « couronne ».
D'après B. Habert, une même unité sémantique peut relever de plusieurs hyperonymes, ainsi le lexème « église » possède deux hyperonymes, « bâtiment » et « lieu sacré » qui peuvent ne pas entretenir de relation hiérarchique l'un par rapport à l'autre. Ainsi « bâtiment » comprend les termes « maison » (qui ne sont pas des lieux sacrés) tandis que « lieu sacré » inclut « cimetière » qui n'est pas un bâtiment.
« Église » et « cimetière » sont tous deux hyponymes de « construction », qui est hyperonyme de « bâtiment », qui n'est en effet pas hyperonyme de « cimetière ». Ces termes sont tous hyponymes de « lieu ».
Pour valider l'hypothèse de B. Habert, il faudrait un autre exemple que celui impliquant la notion de « sacré », qui est subjective.
De plus l'hyperonyme peut fonctionner en extension lorsqu'on énumère plusieurs éléments d'une même catégorie hyponymique : « Parmi les chapeaux, nous pouvons distinguer les chapeaux hauts-de-forme, les chapeaux melons, les bonnets et les casquettes. »
Ou en intension lorsqu'on définit les propriétés d'un hyperonyme : « Un chapeau se porte sur la tête, c'est une pièce vestimentaire occasionnelle, autrefois un symbole social, aujourd'hui un objet esthétique, ou une nécessité sanitaire pour se protéger du soleil. »